# Terra Indígena Alto Tarauacá
Alto Tarauacá é uma terra indígena (TI) na Amazônia Legal com área de 142.600 hectares, localizada no vale do Alto Juruá, no sudoeste do estado brasileiro do Acre, próximo a fronteira com Peru. É habitada por vários grupos indígenas isolados, de etnias desconhecidas que são possivelmente jaminawá-pano ou aruák, identificados com a denominação genérica Isolados do Alto Tarauacá, com uma população estimada de 600 pessoas (1998).
Em 2007, os povos tradicionais, incluindo os indígenas, foram reconhecidas pelo governo brasileiro, através da Política Nacional de Desenvolvimento Sustentável dos Povos e Comunidades Tradicionais (PNPCT), por terem o modo de vida ligado aos recursos naturais e ao meio ambiente de forma harmônica e o uso comunitário da terra. Reafirmando aos indígenas o direito a sua terra tradicional e a proteção governamental. Assim a Fundação Nacional dos Povos Indígenas atua nesta TI através da Coordenação Regional "Juruá" e do Distrito Sanitário Especial Indígena "Alto Rio Juruá".
O estado do Acre é marcado por uma grande parte de sua área representada por áreas naturais protegidas como Terras Indígenas (TI) e Unidades de Conservação (UC). São 35 TI reconhecidas pelo governo federal, mas 24 plenamente regularizadas; com demarcações físicas homologadas pelo presidente e cadastradas na Secretaria de Patrimônio da União (SPU) e registradas nos cartórios das comarcas.

## Distribuição municipal
Esta TI está distribuída em dois municípios do estado brasileiro do Acre:
| Município | Área municipal (ha) | TI no município (ha) |
| --------- | ------------------- | -------------------- |
| Feijó     | 2 797.542           | 56 614,36 (39,70%)   |
| Jordão    | 535.728             | 86 481,59 (60,64%)   |

## História
A regularização fundiária indígena ocorre quando a TI é habitada permanentemente, é local de reprodução físico-cultural e, local de atividades produtivas. Então a Funai faz o relatório de identificação através do grupo técnico; então o Ministro da Justiça declara os limites da região e a demarcação; a Funai faz a demarcação que e homologada pelo presidência brasileiro; por fim é cadastrada na Secretaria de Patrimônio da União e nos cartórios municipais.
A TI Alto Tarauacá é tradicionalmente ocupada por vários grupos isolados (sem contato sistemáticos com a população regional no entorno) ao longo da fronteira Brasil-Peru existem áreas de ocupação importantes para a sobrevivência e reprodução cultural de grupos isolados, nos rios Tarauacá, Envira, d’Ouro, Imbuia, Xinane, Jordão, Muru e, Humaitá, à margem direita do rio Juruá.
A presença histórica/tradicional nestas terras, está amplamente comprovada nos relatórios técnicos e processos de referência do Departamento de índios Isolados da FUNAI (DEII/DAS) e, em textos do francês Constant Tastevin e do historiador acreano José Brandão Castello Branco Sobrinho, nos relatórios de inspetores do antigo Serviço de Proteção aos índios (SPI), nos depoimentos de antigos seringalistas/seringueiros e de idosos kaxinawá e ashaninka. De acordo com o médico João Braulino de Carvalho, da Comissão de Limites Brasil/Peru na década de 1920, o alto Envira era então habitado por marinawa (rio Furnanha), jaminawa (rio Jaminauá), xaranawa (igarapé Riozinho) e, tutxinawa (igarapé Progresso).
Não há uma denominação oficial para os povos indígenas que habitam esta TI, apesar das múltiplas tentativas de lhes atribuir um nome, como 'Papavo'; 'Yumbanawa', 'Chenenawa', 'Contanawa', 'Mainawa', 'Machanawa' e 'Amauaca'; 'Jaminawa' (índios Kaxinawá do rio Jordão); 'Paranawa' (seringueiro do alto rio Tarauacá); 'brabos'; e 'Masko'. Estes povos usam estas terras em atividades de caça, pesca, coleta e, também saqueiam aldeias vizinhas como Kaxinawá, Kulina e Kampa (Ashaninka) e casas de seringueiros dentro dos limites territoriais.
O primeiro povo isolado da TI tem aldeamento nas cabeceiras do igarapé Imbuia (afluente do alto rio Envira), o marco 34 da fronteira internacional; o segundo povo está situado entre as cabeceiras dos rios Muru e Humaitá, vizinho a terra indígena Kaxinawá do Rio Humaitá; o terceiro está nas cabeceiras do igarapé Papavô (afluente esquerdo do alto rio Jordão) e no território peruano, onde se desloca com para a nascentes dos rios Jordão e Tarauacá; um quarto grupo ocupa a região entre o rio Envira e as cabeceiras do igarapé Riozinho (afluente direito), nas terras indígenas Kampa e dos Isolados do Rio Envira e Isolados do Xinane; os kaxinawá estão no alto rio Tarauacá com os kontanawa, no alto rio Muru com os kulína e, também no igarapé Iboiaçu; no rio Humaitá estão os: arara, ararapina, kontanawa, kaxinawá, jaminawa e, tuxinawa; no alto rio Envira estão os: kaxinawá, jaminawa, kulína, katukína, aninawa, ararawá e, kapanawa; e no rio Furnanha (ou Furnaya) estão os marinawa e tuxinawa.
Em 27 de Outubro de 2004, o presidente Luiz Inácio Lula da Silva assinou a homologação da demarcação administrativa do Alto Tarauacá.
Em maio de 2010, a Comissão de Direitos Humanos da ONU e a Funai fizeram reunião na cidade brasileira de Brasília, sobre a elaboração de políticas de proteção indígena. Pois no Brasil a Funai informa ter 69 locais na Amazônia onde existam índios isolados ou de contato recente, que são acompanhadas por doze Frentes de Proteção Etnoambiental da organização. Estes são cercadas por várias pressões, como madeireiros, garimpos, desmatamento e, epidemias, entáo o contato com essas populações deve ser evitado (ou intermediado por equipes preparadas).
Assim na reunião com a ONU e Funai, lingüistas, antropólogos, sociedade civil, médicos e, sertanistas, falaram sobre a experiência brasileira de cuidado com os povos isolados ou de recente contato e os desafios que enfrentam no Brasil. O país foi o primeiro a demarcar Terras Indígenas para o exclusivo por um povo em isolamento voluntário (sem contato com a sociedade "moderna"), como as TI Terra Indígena Massaco, Alto Tarauacá e Hi-Merimã, protegidos do avanço econômico do entorno pelas Frentes de Proteção Etnoambiental Guaporé e Rio Envira. A Comissão de Direitos Humanos da ONU percebeu que os indígenas isolados exigem um tratamento especial. Assim surgiu a proposta das diretrizes que devem nortear a ação indigenista dos países signatários.

## Ameaças
Na década de 1870, com a navegação a vapor e o ciclo da borracha no rio Juruá, aparece seringais nas áreas do rio Tarauacá até o Muru. Em 1889 o seringueiros chegam no trecho acreano do rio Envira, três anos depois alcançam à foz do rio Jaminauá. Em 1900 chegam a foz do rio Jordão, três anos depois alcançam o alto rio d’Ouro após batalhar com os kontanawa e satanawa. Nove anos depois os seringalistas do alto Tarauacá ainda buscavam ajuda de Felizardo Cerqueira para a defendesa contra os papavo. Acompanhado por kaxinawá do igarapé Iboiaçu o mateiro estabeleceu sede à margem do igarapé Formoso (afluente esquerdo do alto Tarauacá), e em Revisão o último seringal do rio Jordão (atual "Novo Segredo"), que garantiu a segurança dos seringalistas contra os indígenas.
No período seguinte, os índios da região foram vítimas de expedições armadas dos seringalistas, levando os indígenas pelas cabeceiras dos remotos afluentes e tributários dos grandes rios, onde uma parte foi contactada forçosamente por servos desses seringalistas na década de 1950.  Nos últimos vinte anos, a pilhagem/furto feito pelos grupos isolados tem levado a violentos confrontos com seringueiros no alto rio Tarauacá e também com os kaxinawá do rio Jordão e com os kampa do rio Envira.
Em 2015, uma das lideranças Ka’apor desta TI sofreu um atentado quando visitava uma das oito áreas de proteção criadas para impedir os exploradores ilegais (na aldeia Ypahurenda). Este indígena estava dirigindo uma motocicleta, então foi perseguido e dispararam com arma sobre ele.
Atualmente a TI ainda é alvo de extrativistas, madeireiros, posseiros e, seus povos são ameaçados por caçadores.
Na região transfronteiriça Brasil-Peru (Acre, Ucayali e, Madre de Dios) existem muitas as ameaças, como as aberturas de estradas/ramais, a exploração madeireira, a caça/pesca ilegal, o tráfico, a pressão da exploração madeireira legalizada nos “Bosques de Produção Permanente” e, a pressão da exploração de petróleo/gás concedidos pelo governo peruano as empresas. E devido essas pressões, principalmente a partir de 2006, os povos isolados que vivem nesta área transfronteiriça foram forçados a ir para as áreas protegidas no Acre, principalmente próximo aos rios como: o Envira, onde estão as TI Alto Tarauacá, Kampa e Isolados do Rio Envira e, Riozinho do Alto Envira; os Jordão e Humaitá, onde estão as TI Kaxinawá do Rio Jordão e, Kaxinawá do Rio Humaitá. No início do século XXI, os avistamentos e saques feitos pelos isolados têm aumentado nestas TI e nas moradias dos não indígenas do entorno, além de ocorrer conflitos entre os grupos isolados. Causando reordenamentos territoriais e o no próprio contato dos isolados, registrado em junho de 2014 pela Frente de Proteção Etnoambiental do Envira (FPEE).

## Organizações
Duas organizações indigenistas atuam nesta área: Associação das Mulheres Huni Kuin do Jordao - Ainbu Daya e; Organização dos Povos Indígenas do Acre, Sul do Amazonas e Noroeste de Rondônia (OPIN).